# Heinrich Kley

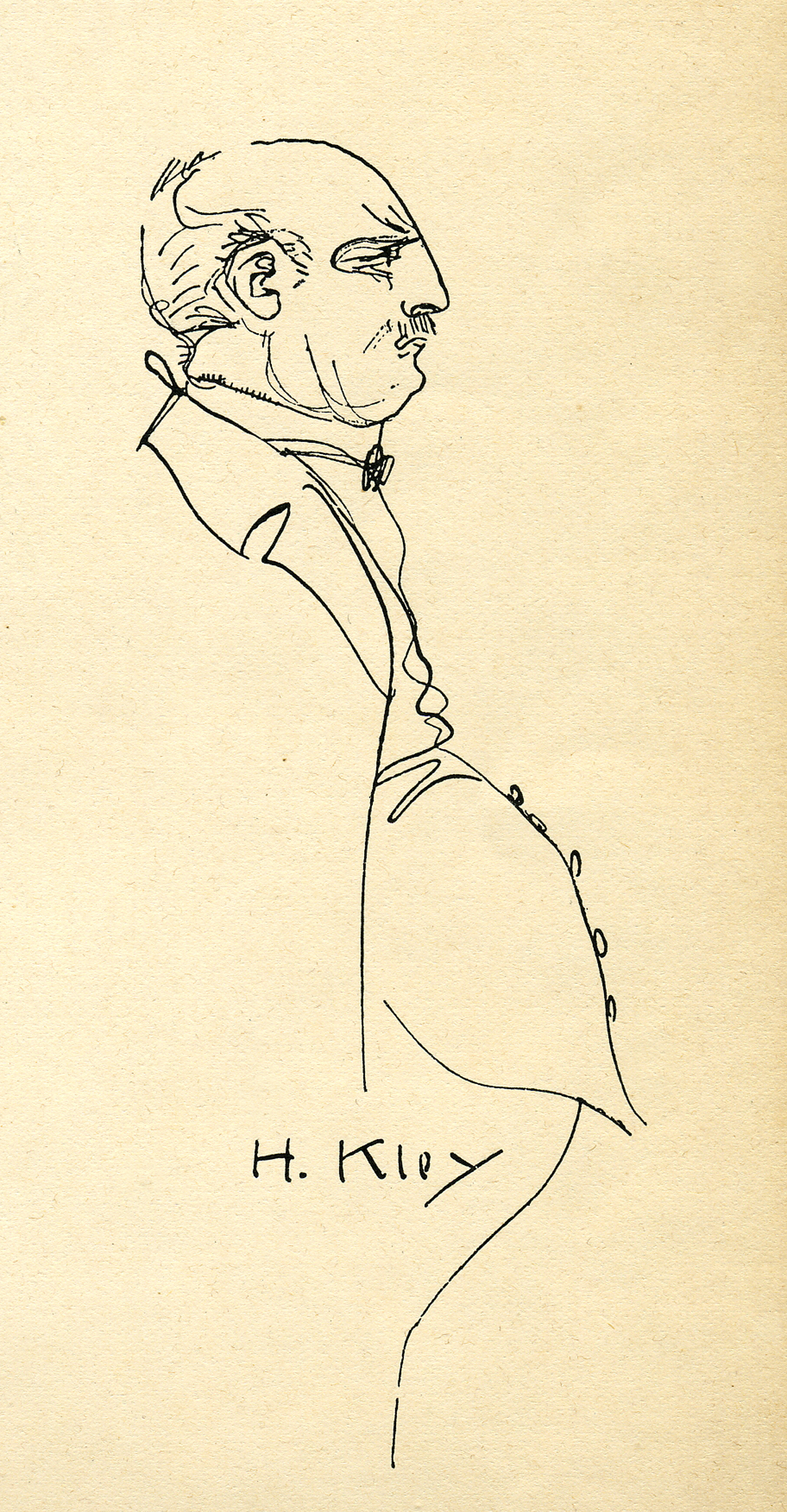
Zelfportret, 1910

Heinrich Kley (Karlsruhe, 15 april 1863 – München, 1945) was een Duitse illustrator, redactioneel illustrator en schilder.
Kley studeerde "praktische kunsten" aan de Karlsruhe Akademie en voltooide zijn studie in München. Zijn vroege werken waren conventionele portretten, landschappen, stillevens, stadsscènes en historische schilderijen. Vanaf ongeveer 1892 verwierf hij een reputatie als "industriekunstenaar", omdat hij productiescènes schilderde in olieverf en aquarellen. Grotere bekendheid verwierf Kley met zijn soms donker-humoristische pentekeningen, gepubliceerd in Die Jugend en het beruchte Simplicissimus.
Een verzameling van Kley's twee gepubliceerde schetsboeken werd verkocht onder de titel Sammelalbum alter und neuer Zeichnungen (Album van oude en nieuwe tekeningen), dat verboden was onder het nazi-regime.
De sterfdatum van Kley is onzeker. Geruchten suggereerden aanvankelijk zijn overlijden in 1937. Daarna waren er opnieuw geruchten in het begin van de jaren 1940. Er wordt ook gesuggereerd dat Kley op 2 augustus 1945 overleed. Sommige bronnen noemen als overlijdensdatum 8 februari 1952. Volgens de lijst met verboden boeken van de nazi's stierf Kley op 8 februari 1945.
Animator Joe Grant was goed op de hoogte van Kley's werk en introduceerde zijn tekeningen bij Walt Disney, die een uitgebreide privécollectie opbouwde. Een aantal vroege Disney-producties, met name Fantasia, onthullen de invloed van Kley.
Door Disney's interesse en de herdrukken door Dover Publications is Kley nog steeds bekend in de Verenigde Staten.